# Hamlet İsaxanlı
Hamlet İsaxanlı (azer. Hamlet Abdulla oğlu İsayev) (ur. 1 marca 1948 w Kosali koło Gardabani) – azerski matematyk, poeta, pisarz, jeden z założycieli Uniwersytetu Chazarskiego, którego rektorem był w latach 1991-2010.
Obecnie, począwszy od września 2010 r., sprawuje on funkcję przewodniczącego Rady Nadzorczej Uniwersytetu Chazarskiego. Hamlet İsaxanlı jest także założycielem Szkoły “Świat”, integrującej edukację na poziomie przedszkolnym, podstawowym i średnim, jak również domu wydawniczego. Jest tłumaczem poezji, wykładowcą i edytorem. Hamlet İsaxanlı jest członkiem założycielem Akademii Euroazjatyckiej.
Hamlet İsaxanlı to pseudonim używany przez autora w publikowanych utworach poetyckich, a także pracach humanistycznych i socjologicznych. W pracach matematycznych autor podpisuje się jako Isayev (H.A. Isayev, G.A. Isayev). Obecnie jest bardziej znany pod pseudonimem Hamlet İsaxanlı.
Hamlet Iskhanli jest wpływową postacią publiczną w Azerbejdżanie i znanym intelektualistą. Był wieloletnim współpracownikiem popularno-naukowego programu telewizji publicznej “Trójkąt nauk”.

## Matematyka
Hamlet İsaxanlı (jako G.A Isaev lub H.A. Isayev w pracach matematycznych) ukończył studia na Wydziale Mechaniki i Matematyki Azerbejdżańskiego Uniwersytetu Państwowego (dziś Bakijski Uniwersytet Państwowy, BSU) w 1970 r. i rozpoczął pracę w Instytucie Matematyki i Mechaniki Azerbejdżańskiej Akademii Nauk w Baku. Studiował też w Uniwersytecie im. Łomonosowa w Moskwie. W 1973 r. İsaxanlı obronił pracę doktorską pt. “On Problems of Spectral Theory of Operator Pencils”, otrzymując tytuł kandydata nauk w zakresie nauk fizyko-matematycznych.
Artykuły autorstwa Hamleta İsaxanlı były publikowane w czołowych periodykach naukowych w Związku Radzieckim, Stanach Zjednoczonych, Wielkiej Brytanii, Kanadzie i w Niemczech. W 1983 r. Hamlet İsaxanlı obronił drugą dysertację doktorską “Zagadnienia multiparametrowej teorii spektralnej” w Instytucie Matematyki im. Stiekłowa w Moskwie.

## Badania w zakresie nauk humanistycznych, społecznych i twórczość beletrystyczna
Hamlet İsaxanlı jest autorem wielu artykułów, monografii, podręczników w zakresie filozofii sztuki, historii nauki, edukacji i kultury. Jego prace dotyczą także polityki oświatowej, teorii i historii przekładu, językoznawstwa i literatury.
Pełna lista publikacji autorstwa Hamleta İsaxanlı jest dostępna w publikacji Hamlet Isaxanli: Bibliography. Scholar, Founder, Poet.

## Poezja
Hamlet İsaxanlı jest znanym w Azerbejdżanie i poza jego granicami poetą. Jego poezja została przetłumaczona na język rosyjski, angielski, niemiecki, chiński, ukraiński, perski, turecki, gruziński, fiński, estoński i inne. Tomy poetyckie zostały opublikowane w Azerbejdżanie (“Kontrasty, 2001; “To także było życie”, 2004; “Czwórki” 2007; “Wizyta”, 2009), Rosji ("Контрасты", ИзографЪ, 2006), Iranie ("Uczucia zmienione w poezję" (”ﺭﻻﻮ۔۔ﻐﯿﻮﺩ ڹ۔۔ﻧﺅﺪ ﮦﺭﻌﺷ"), Təbriz, 2004; "Kontrasty" (“ﺭﻻﺩﺎﻀﺘ”)Təbriz, 2005; "To także było życie"(“ﯼﺩڌﺎﯾﺣﺭﯾﺒ ﺍﺩﻮﺒ”)Təbriz, 2005), Chinach 咍姆雷特诗迭/(阿塞) 咍姆雷特.伊萨赞里著; 陈子慕译.一北京:中央编译岀版社 ("Kontrasty" and "To także było życie", Central Compilation and Translation Press, 2009), Gruzji ("Sitotxlis poezia" (ჰამლეთ ისახანლი. სიცოცხლის პოეზია), Intellect, 2004), Turcji (“Pochwała jesieni”, (Hazana Övgü), 2014), Pakistanie (rozdział w “Poezja Azerbejdżanu. Kropla w oceanie”, Leaf Publications, 2010), Finlandii (rozdział w "Olen Helmi Simpukassa", 2014), Ukrainie (rozdział w "Поезiя". “Всесвит”/Review of World Literature, 11-12, Kijów, 2014).
İsaxanlı tłumaczył poezję z j. angielskiego, rosyjskiego i francuskiego na język azerski: utwory George'a Byrona, Williama Blake'a, Roberta Herricka, Gerarda de Nerval, Wasilija Żukowskiego, Jewgienija Baratynskiego, Fiodora Tiutczewa, Afanazego Feta, Siergieja Jesienina, Nikołaja Gumilowa, Anny Achmatowej, Ałły Achundowej.

## Uniwersytet Chazarski (założenie i cele)
Hamlet İsaxanlı jest założycielem Uniwersytetu Chazarskiego (zwanego potem Uniwersytetem Azerbejdżańskim Języka Angielskiego). Uniwersytet rozpoczął działalność w 1991 roku, licząc 7 wykładowców i 19 studentów i był pierwszym w Azerbejdżanie prywatną, niekomercyjną uczelnią wyższą oraz jedną z pierwszych tego typu na całym obszarze byłych republik radzieckich.

## Szkoła “Świat”
Szkoła “Świat” (azer. Dünya) została założona w 1998 r. przez Hamleta İsaxanlı jako placówka dydaktyczna stowarzyszona z Uniwersytetem Chazaraskim, zapewniająca edukację na poziomie przedszkolnym, podstawowym, średnim w systemie dwujęzycznym – w języku azerskim i angielskim.
W styczniu 2009 roku Szkoła “Świat” uzyskała akredytację genewskiej fundacji edukacyjnej International Baccalaureate Organisation (IBO). Obecnie szkoła oferuje swym uczniom dwóch ostatnich lat szkoły średniej program edukacyjny Matury Międzynarodowej (IB Diploma Programme).